# Saison 2005-2006 du Rouen hockey élite 76
Autres saisons
La saison 2005-2006 est la vingt-et-unième saison du club de hockey sur glace du Rouen hockey élite 76 depuis son accession en élite, la Ligue Magnus, en 1982. L'équipe participe ainsi au championnat de France 2005-2006 ainsi qu'à la Coupe de France. Lors de cette dernière, Rouen est éliminé par l'Anglet hormadi élite en quart-de-finale.
Au cours de la saison régulière, les joueurs de Rouen, les Dragons, ne perdent pas une seule fois ne concédant qu'un seul match nul sur vingt-six rencontres jouées. Ils continuent sur leur lancée au cours des séries éliminatoires, gagnant la Coupe Magnus en neuf matchs, le plus petit total de matchs possibles.

## Préparation de la saison

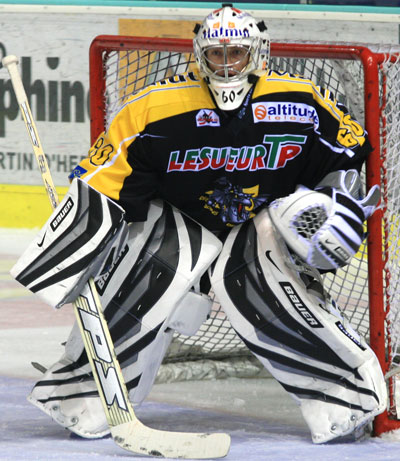
Ramón Sopko, nouveau gardien de Rouen en 2005-2006

Au cours de la saison précédente, les Dragons de Rouen finissent premiers de la saison régulière mais sont éliminés lors des phases éliminatoires en demi-finales. Ils remportent la Coupe de France 2005 en battant en finale les Diables rouges de Briançon.
À la suite de cette saison, dix titulaires de l'équipe quittent la ville normande, soit pour aller jouer dans d'autres équipes soit pour arrêter leur carrière. C'est ainsi le cas d'Arnaud Briand qui met fin à une carrière de près de 20 ans. L'équipe compte également le départ de Guillaume Besse, capitaine de l'équipe décembre 2004 et membre important de l'équipe entre 1999 et 2003. Besse quitte la France pour aller jouer au Québec pour l'équipe Caron et Guay de Trois-Rivières. Daniel Carlsson étant le seul joueur de l'équipe avec cinq ans d'expérience, il est nommé capitaine de la formation.
Un autre départ qui pénalise les Dragons est celui de Luděk Brož, le meilleur pointeur 2004-2005 de Rouen. Il doit rejoindre Grenoble pour la saison 2005-2006 mais ne joue pas en raison d'une blessure et d'une opération des ligaments croisés du genou.
Pour compenser ces départs, l'entraîneur de Rouen, Guy Fournier, voit arriver de nouveaux joueurs au sein de son effectif à plusieurs postes. Ramón Sopko est le nouveau gardien de l'équipe ; originaire de Slovaquie, il est âgé de 24 ans et vient de Tours. Le souhait de Franck Pajonkowski est d'avoir une défense avec de gros défenseurs. Ainsi, l'équipe voit les arrivées de Daniel Sedlák défenseur de 34 ans venant d'Anglet, de Sami-Ville Salomaa depuis le championnat de Norvège, de Vesa Ponto qui jouait en 2004-2005 en Asie et enfin le tchèque Jan Mikel. Alors que la défense s'arme de grands joueurs venant d'Europe, les nouveaux attaquants de Rouen viennent du Canada. Ainsi, Julien Desrosiers, franco-canadien, quitte Briançon pour signer à Rouen et il est rejoint par Carl Mallette et Éric Fortier en provenance de clubs de l'ECHL. La dernière recrue canadienne se nomme Marc-André Thinel et joue au cours de la saison 2004-2005 dans la Ligue américaine de hockey, la ligue « réserve » de la Ligue nationale de hockey.

## Ligue Magnus

### Saison régulière

#### Déroulement de la saison régulière
La première journée de championnat de la Ligue Magnus a lieu le 10 septembre et les Dragons jouent alors contre les Chamois de Chamonix. Il ne faut pas longtemps à la nouvelle attaque canadienne pour qu'elle fasse parler d'elle puisqu'après seulement cinquante secondes de jeu, Mallette trouve Thinel qui inscrit le premier but de la saison. Ce soir là, l'équipe marque huit autres buts pour une victoire 9-0 un blanchissage de Sopko. Très vite Mallette devient un des meilleurs joueurs de l'équipe : lors des deuxième et troisième rencontres, il inscrit à chaque fois un triplé pour des victoires 4-6 contre Dijon et 11-0 contre Caen. Ce dernier match marque le retour de Caen en élite et à cette occasion, France 3 filme la rencontre. Le huitième but de la soirée est inscrit par Olivier Coqueux ; il s'agit alors du 4 000e but de l'histoire du club de Rouen depuis ses débuts en élite française.
Rouen concède son premier point en ne parvenant pas à battre l'équipe de Morzine-Avoriaz le 24 septembre 2005 alors que les deux équipes se séparent sur le score de trois buts partout. Mallette fait encore une fois parler de lui lors de la rencontre suivante en inscrivant deux passes décisives et un but pour la victoire 4-1 des siens contre Grenoble. Sopko réalise une nouvelle fois un blanchissage le 4 octobre 2005 alors que Rouen s'impose 6-0 sur la patinoire d'Épinal, dont cinq buts lors du premier tiers-temps.

#### Match après match
Cette section présente les résultats de la saison régulière qui s'est déroulée entre le 10 septembre et le 4 mars.
Nota : la colonne « Fiche » indique à chaque match le parcours de l'équipe au niveau des victoires, victoires en prolongations, matchs nuls, défaites et défaites en prolongation (dans l'ordre). L'avant-dernière colonne, la colonne « Pts » indique les points récoltés par l'équipe au cours de la saison. Les victoires rapporte deux points, un match nul et une défaite en prolongation un point et une défaite zéro.
| Date       | Match                 | Lieu                         | Score | Résultat      | Fiche      | Pts | Résumé     |
| ---------- | --------------------- | ---------------------------- | ----- | ------------- | ---------- | --- | ---------- |
| 10/09/2005 | Rouen–Chamonix        | Île Lacroix                  | 9–0   | Victoire      | 1-0-0-0-0  | 2   | [ fdm 1 ]  |
| 17/09/2005 | Dijon–Rouen           | Patinoire Trimolet           | 4–6   | Victoire      | 2-0-0-0-0  | 4   | [ fdm 2 ]  |
| 20/09/2005 | Rouen–Caen            | Île Lacroix                  | 11–0  | Victoire      | 3-0-0-0-0  | 6   | [ fdm 3 ]  |
| 24/09/2005 | Morzine-Avoriaz–Rouen | Škoda Arena                  | 3–3   | Match nul     | 3-0-1-0-0  | 7   | [ fdm 4 ]  |
| 01/10/2005 | Rouen–Grenoble        | Île Lacroix                  | 4–1   | Victoire      | 4-0-1-0-0  | 9   | [ fdm 5 ]  |
| 04/10/2005 | Épinal–Rouen          | Patinoire de Poissompré      | 0–6   | Victoire      | 5-0-1-0-0  | 11  | [ fdm 6 ]  |
| 08/10/2005 | Rouen–Mont-Blanc      | Île Lacroix                  | 4–0   | Victoire      | 6-0-1-0-0  | 13  | [ fdm 7 ]  |
| 15/10/2005 | Briançon–Rouen        | Patinoire René-Froger        | 2–5   | Victoire      | 7-0-1-0-0  | 15  | [ fdm 8 ]  |
| 22/10/2005 | Rouen–Angers          | Île Lacroix                  | 6–3   | Victoire      | 8-0-1-0-0  | 17  | [ fdm 9 ]  |
| 29/10/2005 | Gap–Rouen             | Patinoire Brown-Ferrand      | 2–3   | Victoire      | 9-0-1-0-0  | 19  | [ fdm 10 ] |
| 01/11/2005 | Rouen–Amiens          | Île Lacroix                  | 4–2   | Victoire      | 10-0-1-0-0 | 21  | [ fdm 11 ] |
| 05/11/2005 | Villard-de-Lans–Rouen | Patinoire André Ravix        | 0–2   | Victoire      | 11-0-1-0-0 | 23  | [ fdm 12 ] |
| 19/11/2005 | Rouen–Anglet          | Île Lacroix                  | 4–1   | Victoire      | 12-0-1-0-0 | 25  | [ fdm 13 ] |
| 26/11/2005 | Rouen–Dijon           | Île Lacroix                  | 6–2   | Victoire      | 13-0-1-0-0 | 27  | [ fdm 14 ] |
| 29/11/2005 | Caen–Rouen            | Patinoire de Caen la mer     | 3–8   | Victoire      | 14-0-1-0-0 | 29  | [ fdm 15 ] |
| 03/12/2005 | Rouen–Morzine-Avoriaz | Île Lacroix                  | 4–1   | Victoire      | 15-0-1-0-0 | 31  | [ fdm 16 ] |
| 10/12/2005 | Grenoble–Rouen        | Patinoire Pôle Sud           | 2–3   | Victoire a.p. | 15-1-1-0-0 | 33  | [ fdm 17 ] |
| 20/12/2005 | Rouen–Épinal          | Île Lacroix                  | 6–0   | Victoire      | 16-1-1-0-0 | 35  | [ fdm 18 ] |
| 07/01/2006 | Mont-Blanc–Rouen      | Patinoire de Mont-Blanc      | 0–9   | Victoire      | 17-1-1-0-0 | 37  | [ fdm 19 ] |
| 14/01/2006 | Rouen–Briançon        | Île Lacroix                  | 10–2  | Victoire      | 18-1-1-0-0 | 39  | [ fdm 20 ] |
| 21/01/2006 | Angers–Rouen          | Patinoire du Haras           | 5–6   | Victoire a.p. | 18-2-1-0-0 | 41  | [ fdm 21 ] |
| 28/01/2006 | Rouen–Gap             | Île Lacroix                  | 14–4  | Victoire      | 19-2-1-0-0 | 43  | [ fdm 22 ] |
| 04/02/2006 | Amiens–Rouen          | Coliséum                     | 3–4   | Victoire a.p. | 19-3-1-0-0 | 45  | [ fdm 23 ] |
| 18/02/2006 | Rouen–Villard-de-Lans | Île Lacroix                  | 7–3   | Victoire      | 20-3-1-0-0 | 47  | [ fdm 24 ] |
| 25/02/2006 | Anglet–Rouen          | Patinoire de la Barre        | 0–3   | Victoire      | 21-3-1-0-0 | 49  | [ fdm 25 ] |
| 04/03/2006 | Chamonix–Rouen        | Centre sportif Richard-Bozon | 4–6   | Victoire      | 22-3-1-0-0 | 51  | [ fdm 26 ] |

#### Classement
| Clt   | Équipe                        | PJ | V  | VP | D  | N | DP | BP  | BC  | Diff | Pts |
| ----- | ----------------------------- | -- | -- | -- | -- | - | -- | --- | --- | ---- | --- |
| +001, | Dragons de Rouen              | 26 | 22 | 3  | 0  | 1 | 0  | 153 | 47  | 106  | 51  |
| +002, | Brûleurs de Loups de Grenoble | 26 | 17 | 1  | 6  | 1 | 1  | 109 | 54  | 55   | 38  |
| +003, | Gothiques d'Amiens            | 26 | 13 | 3  | 6  | 2 | 2  | 89  | 65  | 24   | 36  |
| +004, | Diables rouges de Briançon    | 26 | 15 | 1  | 7  | 1 | 2  | 98  | 69  | 29   | 35  |
| +005, | Ducs de Dijon                 | 26 | 14 | 2  | 9  | 1 | 0  | 94  | 68  | 26   | 33  |
| +006, | Pingouins de Morzine          | 26 | 13 | 1  | 9  | 2 | 1  | 99  | 79  | 20   | 31  |
| +007, | Ours de Villard-de-Lans       | 26 | 11 | 2  | 10 | 1 | 2  | 77  | 74  | 3    | 29  |
| +008, | Ducs d'Angers                 | 26 | 10 | 1  | 9  | 1 | 5  | 82  | 81  | 1    | 28  |
| +009, | Orques d'Anglet               | 26 | 9  | 3  | 11 | 3 | 0  | 79  | 89  | -10  | 27  |
| +010, | Avalanche Mont-Blanc          | 26 | 8  | 2  | 14 | 1 | 1  | 63  | 97  | -34  | 22  |
| +011, | Dauphins d'Épinal             | 26 | 5  | 3  | 13 | 2 | 3  | 67  | 90  | -23  | 21  |
| +012, | Drakkars de Caen              | 26 | 5  | 2  | 15 | 1 | 3  | 60  | 105 | -45  | 18  |
| +013, | Chamois de Chamonix           | 26 | 4  | 1  | 18 | 1 | 2  | 67  | 124 | -57  | 13  |
| +014, | Rapaces de Gap                | 26 | 2  | 0  | 21 | 0 | 3  | 55  | 150 | -95  | 7   |

- Qualifié pour les quarts de finale
- Qualifié pour le tour préliminaire
- Dispute la poule de maintien

#### Statistiques

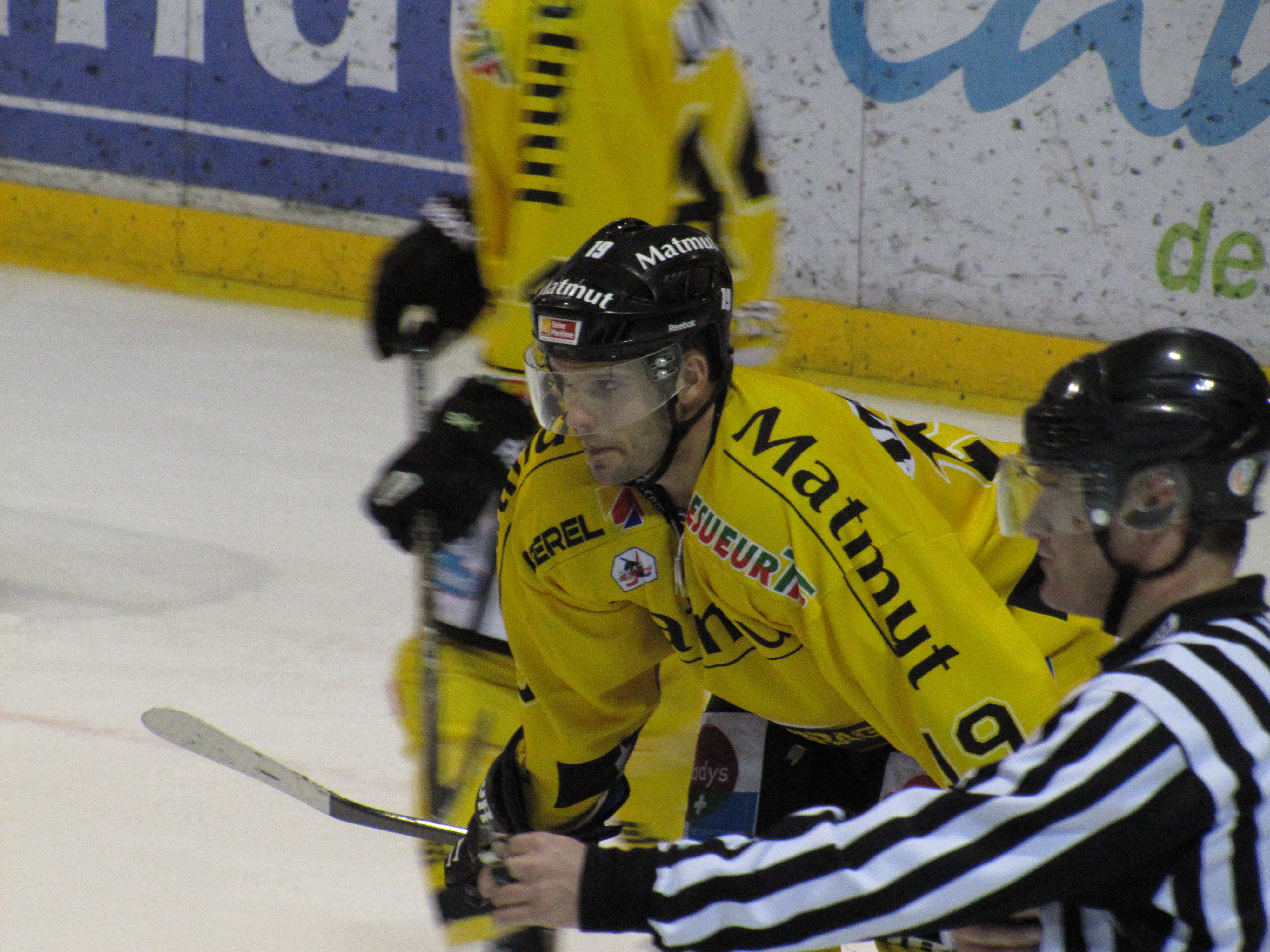
Carl Mallette meilleur pointeur de l'équipe 2005-2006 des Dragons

Carl Mallette est l'homme en forme de la saison des Dragons en terminant meilleur buteur et pointeur de l'équipe. Il compte ainsi vingt-neuf buts et soixante points. Avec quatre-vingt-quatorze minutes de pénalités, il est également le joueur le plus pénalisé de sa formation. Le deuxième pointeur de l'équipe est Thinel avec cinquante-huit points alors que Fortier, la dernière recrue canadienne, est le troisième pointeur avec cinquante points mais également meilleur passeur de l'équipe avec trente-trois aides. Les trois joueurs sont également les meilleurs pointeurs de toute la ligue. Jonathan Dubois, joueur de Gap, est le joueur le plus pénalisé de la ligue avec un total de 154 minutes passées sur le banc des pénalités.
| Joueur                   | Poste | PJ | B  | A  | Pts | Pun |
| ------------------------ | ----- | -- | -- | -- | --- | --- |
| Carl Mallette            | C     | 25 | 29 | 31 | 60  | 94  |
| Marc-André Thinel        | AG    | 26 | 27 | 31 | 58  | 88  |
| Éric Fortier             | C     | 26 | 17 | 33 | 50  | 58  |
| Kimmo Salminen           | AG    | 26 | 20 | 18 | 38  | 36  |
| Pierre-Édouard Bellemare | A     | 26 | 12 | 17 | 29  | 24  |
| Julien Desrosiers        | C     | 26 | 12 | 15 | 27  | 22  |
| Sami-Ville Salomaa       | D     | 26 | 6  | 17 | 23  | 24  |
| Olivier Coqueux          | C     | 23 | 7  | 15 | 22  | 40  |
| Jan Mikel                | D     | 25 | 2  | 19 | 21  | 54  |
| Daniel Sedlák            | D     | 24 | 1  | 19 | 20  | 22  |
| Vesa Ponto               | AD    | 21 | 5  | 13 | 18  | 35  |
| Nicolas Besch            | D     | 26 | 3  | 10 | 13  | 36  |
| Alexandre Lefebvre       | A     | 16 | 4  | 5  | 9   | 33  |
| Daniel Carlsson          | D     | 26 | 2  | 7  | 9   | 10  |
| Tristan Lemoine          | A     | 18 | 4  | 2  | 6   | 12  |
| Edouard Dufournet        | A     | 20 | 1  | 3  | 4   | 12  |
| Yvan Fontana             | A     | 24 | 1  | 1  | 2   | 8   |
| Simon Doreille           | D     | 15 | 0  | 1  | 1   | 6   |
| Kévin Igier              | D     | 1  | 0  | 1  | 1   | 0   |
| Julien Correia           | A     | 2  | 0  | 0  | 0   | 0   |
| Guillaume Yrondelle      | D     | 1  | 0  | 0  | 0   | 0   |

### Séries éliminatoires

#### Arbre de qualification
|  | Huitièmes de finale | Huitièmes de finale | Huitièmes de finale |            |   | Quarts de finale | Quarts de finale | Quarts de finale |  |   | Demi-finales | Demi-finales | Demi-finales |  |   | Finale | Finale | Finale |
|  |                     |                     |                     |            |   |                  |                  |                  |  |   |              |              |              |  |   |        |        |        |
|  |                     |                     |                     |            |   |                  |                  |                  |  |   |              |              |              |  |   |        |        |        |
|  |                     | 1                   | Rouen               | 3          |   |                  |                  |                  |  |   |              |              |              |  |   |        |        |        |
|  |                     |                     |                     | 3          |   |                  |                  |                  |  |   |              |              |              |  |   |        |        |        |
|  |                     |                     | 8                   | Angers     | 0 |                  |                  |                  |  |   |              |              |              |  |   |        |        |        |
|  | 8                   | Angers              | 8                   | Angers     | 0 | 2                |                  |                  |  |   |              |              |              |  |   |        |        |        |
|  | 8                   | Angers              |                     |            |   | 2                |                  |                  |  |   |              |              |              |  |   |        |        |        |
|  | 9                   | Anglet              | 0                   |            |   |                  |                  |                  |  |   |              |              |              |  |   |        |        |        |
|  | 9                   | Anglet              | 0                   |            |   |                  |                  |                  |  | 1 | Rouen        | 3            |              |  |   |        |        |        |
|  |                     |                     |                     |            |   |                  |                  |                  |  | 1 | Rouen        | 3            |              |  |   |        |        |        |
|  |                     | 5                   | Dijon               | 0          |   |                  |                  |                  |  |   |              |              |              |  |   |        |        |        |
|  |                     | 5                   | Dijon               | 0          |   |                  |                  |                  |  |   |              |              |              |  |   |        |        |        |
|  |                     |                     |                     |            |   |                  |                  |                  |  |   |              |              |              |  |   |        |        |        |
|  |                     |                     |                     |            |   |                  |                  |                  |  |   |              |              |              |  |   |        |        |        |
|  |                     | 4                   | Briançon            | 1          |   |                  |                  |                  |  |   |              |              |              |  |   |        |        |        |
|  |                     |                     |                     | 1          |   |                  |                  |                  |  |   |              |              |              |  |   |        |        |        |
|  |                     |                     | 5                   | Dijon      | 3 |                  |                  |                  |  |   |              |              |              |  |   |        |        |        |
|  | 5                   | Dijon               | 5                   | Dijon      | 3 | 2                |                  |                  |  |   |              |              |              |  |   |        |        |        |
|  | 5                   | Dijon               |                     |            |   | 2                |                  |                  |  |   |              |              |              |  |   |        |        |        |
|  | 12                  | Caen                | 0                   |            |   |                  |                  |                  |  |   |              |              |              |  |   |        |        |        |
|  | 12                  | Caen                | 0                   |            |   |                  |                  |                  |  |   |              |              |              |  | 1 | Rouen  | 3      |        |
|  |                     |                     |                     |            |   |                  |                  |                  |  |   |              |              |              |  | 1 | Rouen  | 3      |        |
|  |                     | 3                   | Amiens              | 0          |   |                  |                  |                  |  |   |              |              |              |  |   |        |        |        |
|  |                     | 3                   | Amiens              | 0          |   |                  |                  |                  |  |   |              |              |              |  |   |        |        |        |
|  |                     |                     |                     |            |   |                  |                  |                  |  |   |              |              |              |  |   |        |        |        |
|  |                     |                     |                     |            |   |                  |                  |                  |  |   |              |              |              |  |   |        |        |        |
|  |                     | 2                   | Grenoble            | 3          |   |                  |                  |                  |  |   |              |              |              |  |   |        |        |        |
|  |                     |                     |                     | 3          |   |                  |                  |                  |  |   |              |              |              |  |   |        |        |        |
|  |                     |                     | 10                  | Mont-Blanc | 0 |                  |                  |                  |  |   |              |              |              |  |   |        |        |        |
|  |                     | Villard-de-Lans     | 10                  | Mont-Blanc | 0 | 1                |                  |                  |  |   |              |              |              |  |   |        |        |        |
|  |                     | Villard-de-Lans     |                     |            |   | 1                |                  |                  |  |   |              |              |              |  |   |        |        |        |
|  | 10                  | Mont-Blanc          | 2                   |            |   |                  |                  |                  |  |   |              |              |              |  |   |        |        |        |
|  | 10                  | Mont-Blanc          | 2                   |            |   |                  |                  |                  |  | 2 | Grenoble     | 1            |              |  |   |        |        |        |
|  |                     |                     |                     |            |   |                  |                  |                  |  | 2 | Grenoble     | 1            |              |  |   |        |        |        |
|  |                     | 3                   | Amiens              | 3          |   |                  |                  |                  |  |   |              |              |              |  |   |        |        |        |
|  |                     | 3                   | Amiens              | 3          |   |                  |                  |                  |  |   |              |              |              |  |   |        |        |        |
|  |                     |                     |                     |            |   |                  |                  |                  |  |   |              |              |              |  |   |        |        |        |
|  |                     |                     |                     |            |   |                  |                  |                  |  |   |              |              |              |  |   |        |        |        |
|  |                     | 3                   | Amiens              | 3          |   |                  |                  |                  |  |   |              |              |              |  |   |        |        |        |
|  |                     |                     |                     | 3          |   |                  |                  |                  |  |   |              |              |              |  |   |        |        |        |
|  |                     |                     | 11                  | Épinal     | 0 |                  |                  |                  |  |   |              |              |              |  |   |        |        |        |
|  | 6                   | Morzine             | 11                  | Épinal     | 0 | 0                |                  |                  |  |   |              |              |              |  |   |        |        |        |
|  | 6                   | Morzine             |                     |            |   | 0                |                  |                  |  |   |              |              |              |  |   |        |        |        |
|  | 11                  | Épinal              | 2                   |            |   |                  |                  |                  |  |   |              |              |              |  |   |        |        |        |

#### Quart de finale
| 14 mars 2006 | Rouen | 7-0 (3-0, 3-0, 1-0) | Angers | Île Lacroix 2 663 spectateurs |

| Feuille de match | Feuille de match | Feuille de match                                    | Feuille de match | Feuille de match                                      |
| ---------------- | --- | --------------------------------------------------- | ---------------- | ----------------------------------------------------- |
|                  | SV. Salomaa (J. Desrosiers) (SN) — 01:47 O. Coqueux (A. Lefebvre - N. Besch) — 08:06 PÉ. Bellemare (J. Desrosiers - K. Salminen) — 15:47 J. Desrosiers — 23:48 C. Mallette (MA. Thinel) — 32:30 C. Mallette (MA. Thinel - J. Mikel) — 39:47 SV. Salomaa (K. Salminen - V. Ponto) (SN) — 49:50 | 1-0 2-0 3-0 4-0 5-0 6-0 7-0                         | - -              | Arbitrage : Gilles Durand Éric Bouguin et Yann Ruault |
| Ramón Sopko      | Gardiens | Julien Figved 27 min 30 s Florian Hardy 32 min 30 s |                  | Arbitrage : Gilles Durand Éric Bouguin et Yann Ruault |
| 26 min           | Pénalités | 26 min                                              |                  | Arbitrage : Gilles Durand Éric Bouguin et Yann Ruault |
| 44               | Tirs | 29                                                  |                  | Arbitrage : Gilles Durand Éric Bouguin et Yann Ruault |

| 15 mars 2006 | Rouen | 3-1 (0-0, 1-0, 2-1) | Angers | Île Lacroix 2 400 spectateurs |

| Feuille de match | Feuille de match | Feuille de match | Feuille de match                                    | Feuille de match                                        |
| ---------------- | --- | ---------------- | --------------------------------------------------- | ------------------------------------------------------- |
|                  | SV. Salomaa (MA. Thinel - C. Mallette) — 32:42 J. Desrosiers (PE. Bellemare - K. Salminen) — 43:49 - MA. Thinel (IN) — 57:47 | 1-0 2-0 2-1 3-1  | - 54:10 — S. Lacroix (J. Bellemare - G. Rodrigue) - | Arbitrage : Julien Avavian Savice Fabre et Mathieu Loos |
| Ramón Sopko      | Gardiens | Julien Figved    |                                                     | Arbitrage : Julien Avavian Savice Fabre et Mathieu Loos |
| 22 min           | Pénalités | 18 min           |                                                     | Arbitrage : Julien Avavian Savice Fabre et Mathieu Loos |
| 29               | Tirs | 26               |                                                     | Arbitrage : Julien Avavian Savice Fabre et Mathieu Loos |

| 17 mars 2006 | Angers | 0-2 (0-1, 0-0, 0-1) | Rouen | Patinoire du Haras 1 200 spectateurs |

| Feuille de match | Feuille de match | Feuille de match | Feuille de match                                                            | Feuille de match                                                    |
| ---------------- | ---------------- | ---------------- | --------------------------------------------------------------------------- | ------------------------------------------------------------------- |
|                  | - -              | 1-0 2-0          | 07:07 — K. Salminen (PÉ. Bellemare - J. Desrosiers) 59:47 — MA. Thinel (CV) | Arbitrage : Jimmy Bergamelli Marie-Tjana Picavet et Laurent Antunes |
| Julien Figved    | Gardiens         | Ramón Sopko      |                                                                             | Arbitrage : Jimmy Bergamelli Marie-Tjana Picavet et Laurent Antunes |
| 46 min           | Pénalités        | 16 min           |                                                                             | Arbitrage : Jimmy Bergamelli Marie-Tjana Picavet et Laurent Antunes |
| 37               | Tirs             | 49               |                                                                             | Arbitrage : Jimmy Bergamelli Marie-Tjana Picavet et Laurent Antunes |

#### Demi finale
| 24 mars 2006 | Rouen | 6-1 (0-0, 1-1, 5-0) | Dijon | Île Lacroix 2 622 spectateurs |

| Feuille de match | Feuille de match | Feuille de match            | Feuille de match                      | Feuille de match                                           |
| ---------------- | --- | --------------------------- | ------------------------------------- | ---------------------------------------------------------- |
|                  | - D. Sedlák (K. Salminen - MA. Thinel) (SN) — 37:48 J. Desrosiers (K. Salminen - PE. Bellemare) — 43:37 K. Salminen (J. Desrosiers - SV. Salomaa) — 45:21 K. Salminen (J. Desrosiers) — 47:20 K. Salminen (J. Desrosiers - PE. Bellemare) — 51:50 O. Coqueux (T. Lemoine) — 56:38 | 0-1 1-1 2-1 3-1 4-1 5-1 6-1 | 25:11 — A. Gillet (M. Tekel) (SN) - - | Arbitrage : Frédéric Bachelet Damien Bliek et Éric Bouguin |
| Ramón Sopko      | Gardiens | Vladimír Hiadlovský         |                                       | Arbitrage : Frédéric Bachelet Damien Bliek et Éric Bouguin |
| 26 min           | Pénalités | 12 min                      |                                       | Arbitrage : Frédéric Bachelet Damien Bliek et Éric Bouguin |
| 28               | Tirs | 37                          |                                       | Arbitrage : Frédéric Bachelet Damien Bliek et Éric Bouguin |

| 25 mars 2006 | Rouen | 9-4 (3-3, 4-0, 2-1) | Dijon | Île Lacroix 2 663 spectateurs |

| Feuille de match | Feuille de match | Feuille de match                                    | Feuille de match | Feuille de match                                        |
| ---------------- | --- | --------------------------------------------------- | --- | ------------------------------------------------------- |
|                  | - J. Desrosiers (SV. Salomaa) (SN) — 13:00 T. Lemoine (D. Carlsson) — 13:27 J. Desrosiers (PE. Bellemare) — 15:15 - MA. Thinel (É. Fortier) — 21:45 SV. Salomaa (V. Ponto - PE. Bellemare) (SN) — 25:51 K. Salminen (O. Coqueux - D. Sedlák) — 27:23 E. Dufournet (É. Fortier - C. Mallette) — 33:01 T. Lemoine (O. Coqueux) — 43:34 - J. Desrosiers (O. Coqueux) (SN) — 49:21 | 0-1 0-2 1-2 2-2 3-2 3-3 4-3 5-3 6-3 7-3 8-3 8-4 9-4 | 03:50 — M. Tekel (M. Drotár) 09:20 — R. Paľov (A. Mrena) - 18:26 — M. Jeannette (J. Tiphaigne) - 45:13 — M. Kristin (E. Bochna) - | Arbitrage : Gilles Durand Savice Fabre et Thibaud Juret |
| Ramón Sopko      | Gardiens | Vladimír Hiadlovský 26 h 59 Fabien Chardon 33 h 1   | | Arbitrage : Gilles Durand Savice Fabre et Thibaud Juret |
| 20 min           | Pénalités | 18 min                                              | | Arbitrage : Gilles Durand Savice Fabre et Thibaud Juret |
| 37               | Tirs | 33                                                  | | Arbitrage : Gilles Durand Savice Fabre et Thibaud Juret |

| 28 mars 2006 | Dijon | 3-5 (0-3, 2-1, 1-1) | Rouen | Patinoire Trimolet 1 092 spectateurs |

| Feuille de match    | Feuille de match                                                                                                | Feuille de match                | Feuille de match | Feuille de match                                            |
| ------------------- | --- | ------------------------------- | --- | ----------------------------------------------------------- |
|                     | - M. Kristin (E. Bochna - S. Rousselin) — 23:21 R. Paľov (A. Mrena) — 31:20 - M. Jeannette (S. Dugas) — 54:25 - | 0-1 0-2 0-3 1-3 2-3 2-4 3-4 3-5 | 06:56 — SV. Salomaa (J. Desrosiers) (SN) 07:52 — A. Lefebvre (N. Besch) 10:01 — K. Salminen (V. Ponto - SV. Salomaa) (IN) - 34:42 — C. Malette (D. Sedlák - É. Fortier) (SN) - 57:54 — É. Fortier (MA. Thinel) | Arbitrage : Julien Avavian Benjamin Gremion et Éric Bouguin |
| Vladimír Hiadlovský | Gardiens | Ramón Sopko                     | | Arbitrage : Julien Avavian Benjamin Gremion et Éric Bouguin |
| 36 min              | Pénalités | 14 min                          | | Arbitrage : Julien Avavian Benjamin Gremion et Éric Bouguin |
|                     | |                                 | | Arbitrage : Julien Avavian Benjamin Gremion et Éric Bouguin |

#### Finale
| 4 avril 2006 | Rouen | 5-3 (1-2, 3-0, 1-1) | Amiens | Île Lacroix 2 663 spectateurs |

| Feuille de match | Feuille de match | Feuille de match                | Feuille de match | Feuille de match                                        |
| ---------------- | --- | ------------------------------- | --- | ------------------------------------------------------- |
|                  | PE. Bellemare (K. Salminen - J. Desrosiers) (SN) — 14:50 - SV. Salomaa (K. Salminen - V. Ponto) (SN) — 27:44 MA. Thinel (C. Mallette - É. Fortier) — 28:12 SV. Salomaa (K. Salminen - J. Desrosiers) (SN) — 34:03 - J. Desrosiers (PE. Bellemare) (SN) — 51:20 | 1-0 1-1 1-2 2-2 3-2 4-2 4-3 5-3 | - 13:29 — F. Rozenthal (L. Sadoun - L. Gras) 18:30 — N. Pousset (M. Pažák - E. Marcos) (SN) - 49:53 — E. Marcos (N. Pousset - M. Pažák) (SN) - | Arbitrage : Julien Avavian Savice Fabre et Damien Bliek |
| Ramón Sopko      | Gardiens | Antoine Mindjimba               | | Arbitrage : Julien Avavian Savice Fabre et Damien Bliek |
| 20 min           | Pénalités | 16 min                          | | Arbitrage : Julien Avavian Savice Fabre et Damien Bliek |
| 30               | Tirs | 24                              | | Arbitrage : Julien Avavian Savice Fabre et Damien Bliek |

| 5 avril 2006 | Rouen | 5-1 (0-0, 1-0, 4-1) | Amiens | Île Lacroix 2 663 spectateurs |

| Feuille de match | Feuille de match | Feuille de match        | Feuille de match                                     | Feuille de match                                              |
| ---------------- | --- | ----------------------- | ---------------------------------------------------- | ------------------------------------------------------------- |
|                  | A. Lefebvre (O. Coqueux - T. Lemoine) — 29:17 C. Mallette (MA. Thinel - J. Mikel) — 42:53 - C. Mallette (É. Fortier) — 51:42 O. Coqueux (N. Besch) — 52:17 C. Mallette (MA. Thinel - É. Fortier) — 58:15 | 1-0 2-0 2-1 3-1 4-1 5-1 | - 46:48 — M. Pažák (F. Rozenthal - L. Gras) (SN) - - | Arbitrage : Alexandre Hauchart Nicolas Barbez et Éric Bouguin |
| Ramón Sopko      | Gardiens | Antoine Mindjimba       |                                                      | Arbitrage : Alexandre Hauchart Nicolas Barbez et Éric Bouguin |
| 12 min           | Pénalités | 16 min                  |                                                      | Arbitrage : Alexandre Hauchart Nicolas Barbez et Éric Bouguin |
|                  | |                         |                                                      | Arbitrage : Alexandre Hauchart Nicolas Barbez et Éric Bouguin |

| 7 avril 2006 | Amiens | 2-3 (1-0, 0-3, 1-0) | Rouen | Coliséum 3 800 spectateurs |

| Feuille de match          | Feuille de match                                                                         | Feuille de match    | Feuille de match                                                                         | Feuille de match                                         |
| ------------------------- | ---------------------------------------------------------------------------------------- | ------------------- | ---------------------------------------------------------------------------------------- | -------------------------------------------------------- |
|                           | 14:50 L. Sadoun (S. Petit) — 14:50 - - A. Mortas (F. Pulscak - L. Sadoun) (2 SN) — 52:36 | 1-0 1-1 1-2 1-3 2-3 | - 20:28 — J. Desrosiers (IN) 26:00 — MA. Thinel (É. Fortier) (SN) 35:49 — E. Dufournet - | Arbitrage : Gilles Durand Damien Bliek et d'Éric Bouguin |
| Antoine Mindjimba 57 h 36 | Gardiens                                                                                 | Ramón Sopko         |                                                                                          | Arbitrage : Gilles Durand Damien Bliek et d'Éric Bouguin |
| 26 min                    | Pénalités                                                                                | 36 min              |                                                                                          | Arbitrage : Gilles Durand Damien Bliek et d'Éric Bouguin |
| 31                        | Tirs                                                                                     | 32                  |                                                                                          | Arbitrage : Gilles Durand Damien Bliek et d'Éric Bouguin |

## Coupe de France

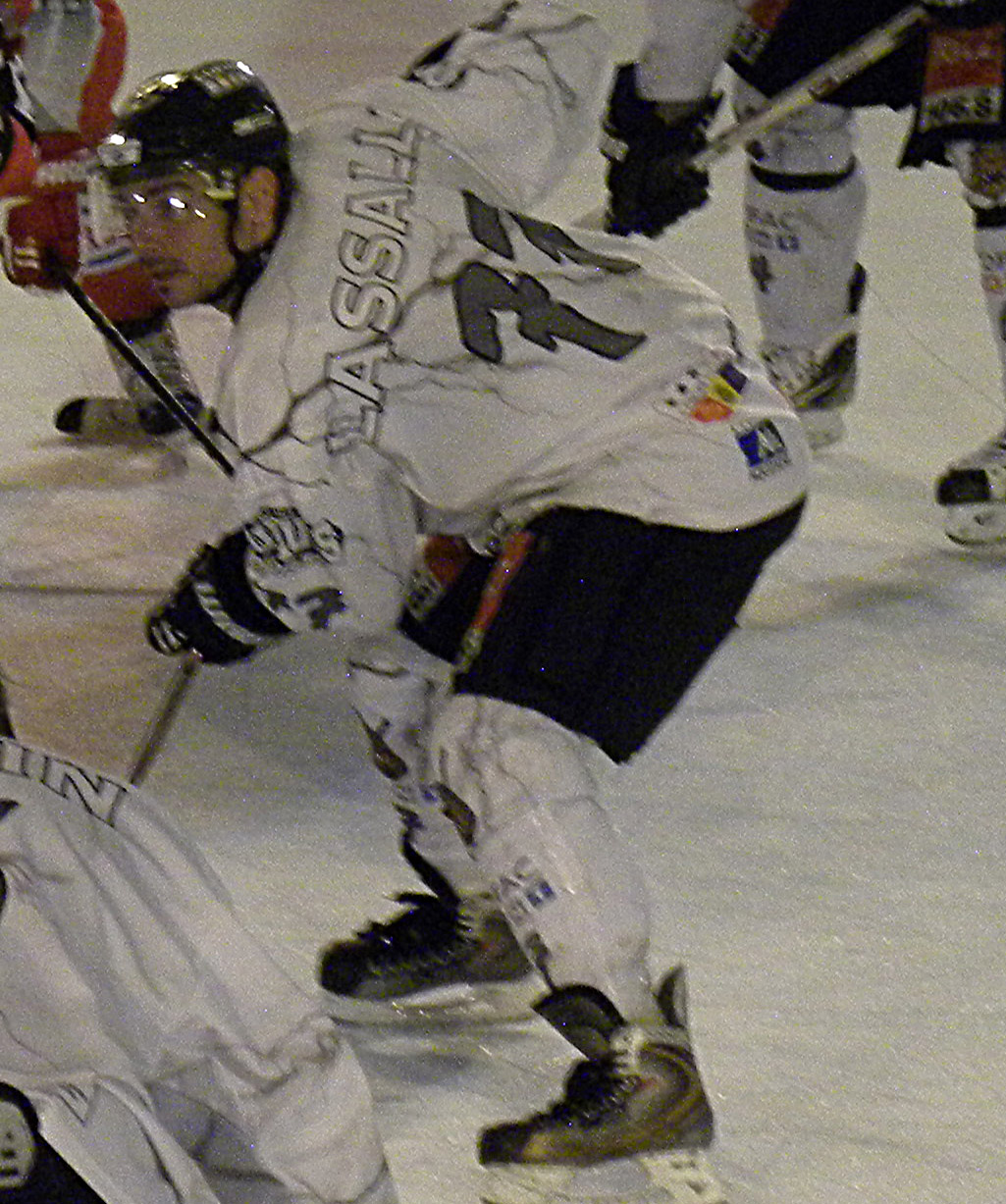
Xavier Lassalle et les Orques d'Anglet éliminent les Dragons en Coupe de France, en quart de finale.

Comme les autres équipes de la Ligue Magnus, le club de Rouen entre dans la compétition lors des seizièmes de finale. Les Dragons jouent leur premier tour contre l'équipe d'Asnières de division 1, les Castors. Les joueurs de Rouen s'imposent sur le score de 7-2 avec deux buts de Mallette et quatre autres buteurs. Rouen passe également le deuxième tour des séries en battant les joueurs du Hockey Club Neuilly-sur-Marne, un autre club de division 1 nommé les Bisons, sur le score de 8-5 avec cette fois un tour du chapeau de Mallette.
L'aventure de Rouen s'arrête cependant en quart de finale contre l'Anglet Hormadi Élite, club de la Ligue Magnus. En effet, les deux équipes se neutralisent lors du temps réglementaire avec cinq buts de chaque côté. Malgré une pénalité contre Angers lors de la prolongation, Rouen ne parvient pas à inscrire un sixième but. Eddy Ferhi et Ramón Sopko sont alors contraints d'affronter les attaquants adverses lors d'une séance de tirs de fusillade. Le joueur d'Anglet, Xavier Lassalle, est le seul à réussir son lancé alors que Ferhi arrête les tentatives de Salminen, Mallette, Thinel, Fortier et Coqueux,.
| 26 octobre 2005 | Asnières (div. 1) | 2-7 (0-2, 2-3, 0-2) | Rouen | Les Courtilles 550 spectateurs |

| Feuille de match | Feuille de match                                                               | Feuille de match                    | Feuille de match | Feuille de match |
| ---------------- | ------------------------------------------------------------------------------ | ----------------------------------- | --- | ---------------- |
|                  | - P. Zambori (C. Domingo - M. Recicár) — 29:44 É. Rouyer (C. Rouyer) — 32:42 - | 0-1 0-2 0-3 0-4 0-5 1-5 2-5 2-6 2-7 | 10:02 — N. Besch (Y. Fontana) 15:06 — T. Lemoine (J. Desrosiers) 23:50 — E. Dufournet (J. Correia) 24:07 — C. Mallette (K. Salminen) 28:26 — K. Salminen (J. Desrosiers - T. Lemoine) - 41:37 — C. Mallette (MA. Thinel - É. Fortier) 59:2 — L. Tarantino (J. Correia) |                  |
| Miroslav Recicár | Gardiens                                                                       | Pierre Pochon                       | |                  |
| 6 min            | Pénalités                                                                      | 2 min                               | |                  |
|                  |                                                                                |                                     | |                  |

| 22 novembre 2005 | Rouen | 8-5 (2-1, 4-3, 2-1) | Neuilly sur Marne (div. 1) | Île Lacroix 1 680 spectateurs |

| Feuille de match | Feuille de match | Feuille de match                                    | Feuille de match | Feuille de match |
| ---------------- | --- | --------------------------------------------------- | --- | ---------------- |
|                  | 04:21 A. Lefebvre (O. Coqueux) (SN) — - J. Desrosiers (K. Salminen - T. Lemoine) — 08:07 - C. Mallette (D. Sedlák) — 24:09 C. Mallette (É. Fortier - MA. Thinel) — 27:35 - D. Sedlák (C. Mallette - É. Fortier) — 34:27 C. Mallette (MA. Thinel - É. Fortier) — 37:11 MA. Thinel (D. Sedlák - É. Fortier) — 49:03 V. Ponto (SV. Salomaa) (SN) — 55:18 - | 1-0 1-1 2-1 2-2 3-2 4-2 4-3 4-4 5-4 6-4 7-4 8-4 8-5 | - 07:30 — K. Knoblauch (G. Tarlé - J. Tuominen) - 22:57 — G. Guilhem (P. Svitana - R. Lefevre) (SN) - 28:49 — G. Guilhem (P. Svitana) 34:01 — J. Veret (R. Lefevre - K. Knoblauch) (SN) - 59:51 — B. Galmiche (J. Veret - J. Tuominen) |                  |
| Pierre Pochon    | Gardiens | Roman Svatý                                         | |                  |
| 12 min           | Pénalités | 12 min                                              | |                  |
|                  | |                                                     | |                  |

| 6 décembre 2005 | Anglet | 6-5 (3-1, 1-3, 1-1, 1-0) | Rouen | Patinoire de la Barre 1 200 spectateurs |

| Feuille de match                                  | Feuille de match | Feuille de match                                         | Feuille de match | Feuille de match |
| ------------------------------------------------- | --- | -------------------------------------------------------- | --- | ---------------- |
|                                                   | - É. Dubois (IN) — 07:38 X. Lassalle (G. Karrer) — 13:21 X. Daramy (X. Lassalle) — 13:37 - X. Daramy (É. Dubois) (IN) — 31:19 - - - G. Marechal (X. Daramy) — 50:09 Garbocz (poteau), Bellier (arrêté), Lassalle (réussi), Maréchal (arrêté) | 0-1 1-1 2-1 3-1 3-2 4-2 4-3 4-4 5-4 5-5 Tir de fusillade | 00:39 — O. Coqueux (J. Desrosiers - K. Salminen) - - 21:58 — T. Lemoine (A. Lefebvre - D. Carlsson) - 35:39 — MA. Thinel (C. Mallette - PÉ. Bellemare) (SN) 36:25 — J. Desrosiers (SV. Salomaa) (IN) 47:38 — MA. Thinel (K. Salminen - O. Coqueux) (SN) - Salminen (arrêté), Mallette (arrêté), Thinel (arrêté), Fortier (arrêté), Coqueux (arrêté) |                  |
| Eddy Ferhi 55 min 50 s Xavier Chatelin 4 min 10 s | Gardiens | Ramón Sopko                                              | |                  |
| 58 min                                            | Pénalités | 51 min                                                   | |                  |
|                                                   | |                                                          | |                  |